# Dieffenbachia
Dieffenbachia és un gènere de plantes tropicals de la família Araceae notable per les taques de diferent color de les seves fulles. Són plantes d'interior en climes temperats gràcies a la seva resistència a l'ombra. El nom del gènere commemora al jardiner en cap del jardí botànic de Viena,  Joseph Dieffenbach (1796-1863).

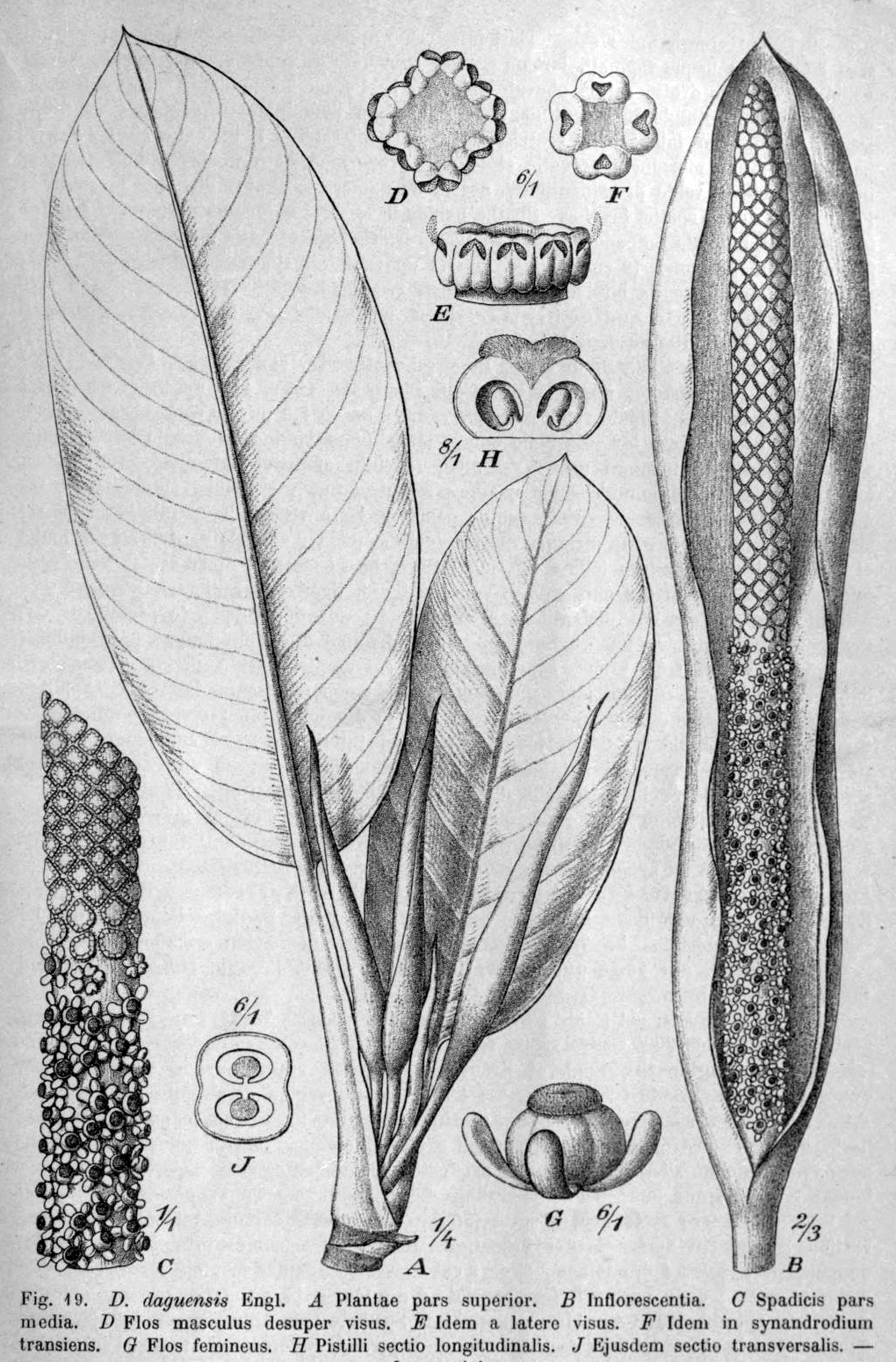
Àpex de la planta (A). Inflorescència (B) i part mitjana de l'espàdix(C). Flors masculines en visió superior (D) i lateral (E). Detall d'una de les flors femenines (G) secció longitudinal d'un pistil (H).

## Condicions favorables de creixement
Dieffenbachia fora dels climes tropicals ha de romandre a l'interior de les cases la major part de l'any, ja que temperatures per sota de +5 °C són letals per a aquestes plantes. Necessiten llum però amb la que es filtra per una finestra n'hi ha prou. Necessiten una moderada humitat en el sòl o el substrat.

## Selecció d'espècies
- Dieffenbachia amoena
- Dieffenbachia bowmannii
- Dieffenbachia maculata
- Dieffenbachia seguine

## Toxicitat
Les cèl·lules contenen oxalat de calci. Si es masteguen les fulles poden produir un eritema o en rars casos un edema. En general els símptomes són suaus i aquests accidents es tenen normalment amb nens petits o animals de companyia.